# Museum Buurtspoorweg
De Stichting Museum Buurtspoorweg (MBS) exploiteert een museumspoorlijn tussen Haaksbergen en Boekelo (gemeente Enschede) in Overijssel. De stichting werd op 21 februari 1967 opgericht en verkreeg op 23 juni 1989 als eerste spoorwegmaatschappij naast de Nederlandse Spoorwegen, een vervoersconcessie voor het baanvak Haaksbergen – Boekelo.

## Geschiedenis

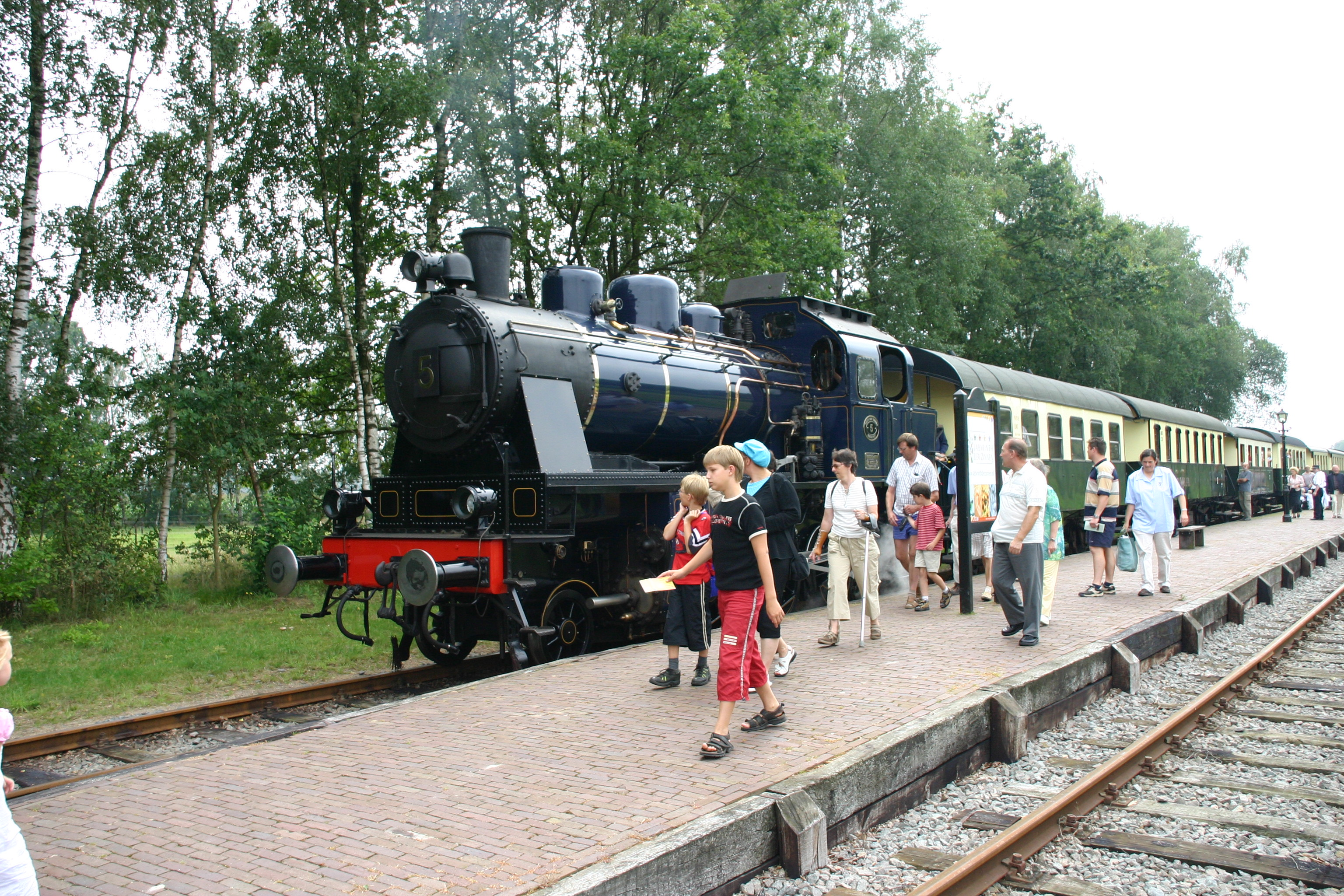
Halte Zoutindustrie; 2009.

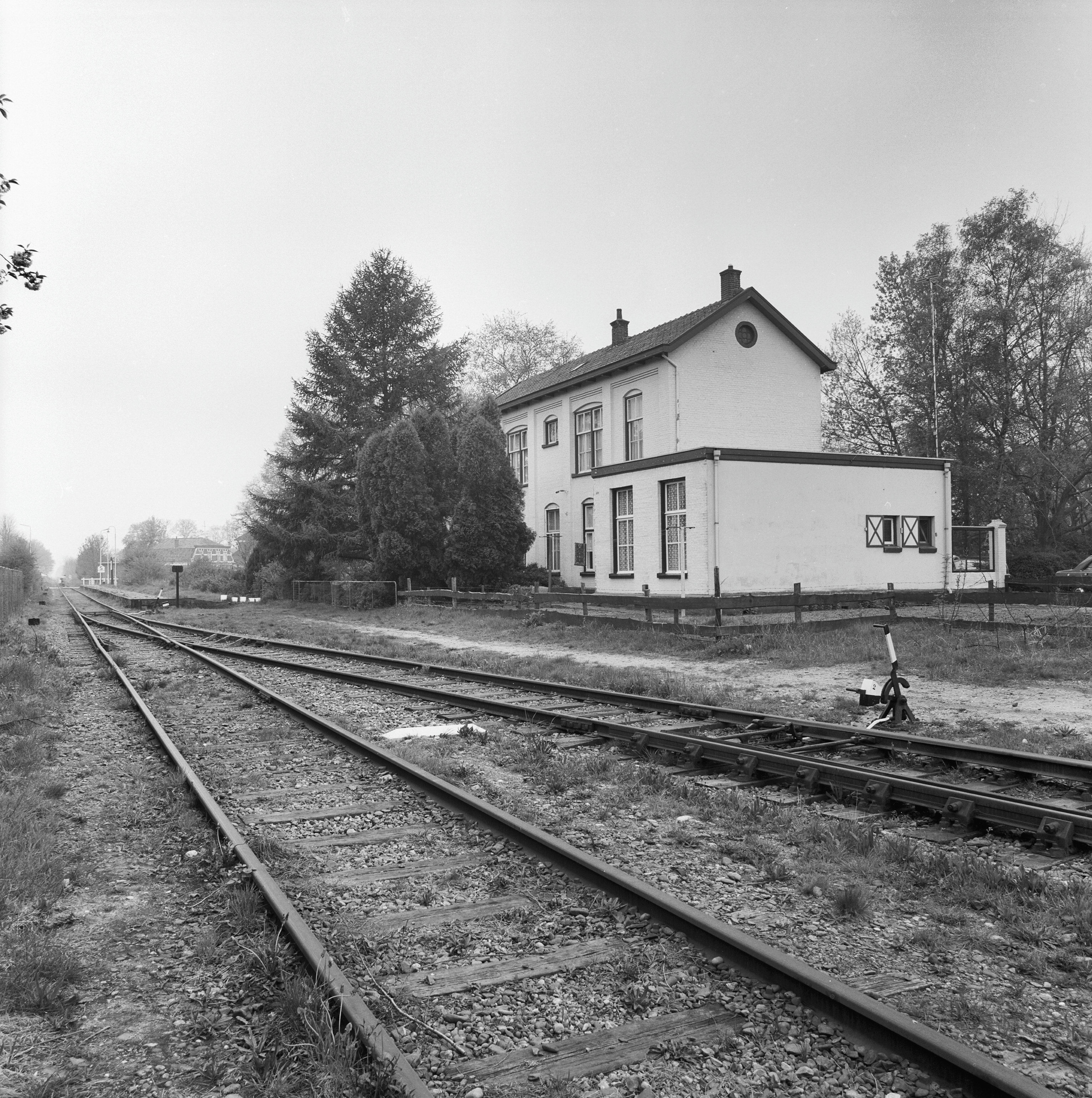
Station Boekelo; 1985.

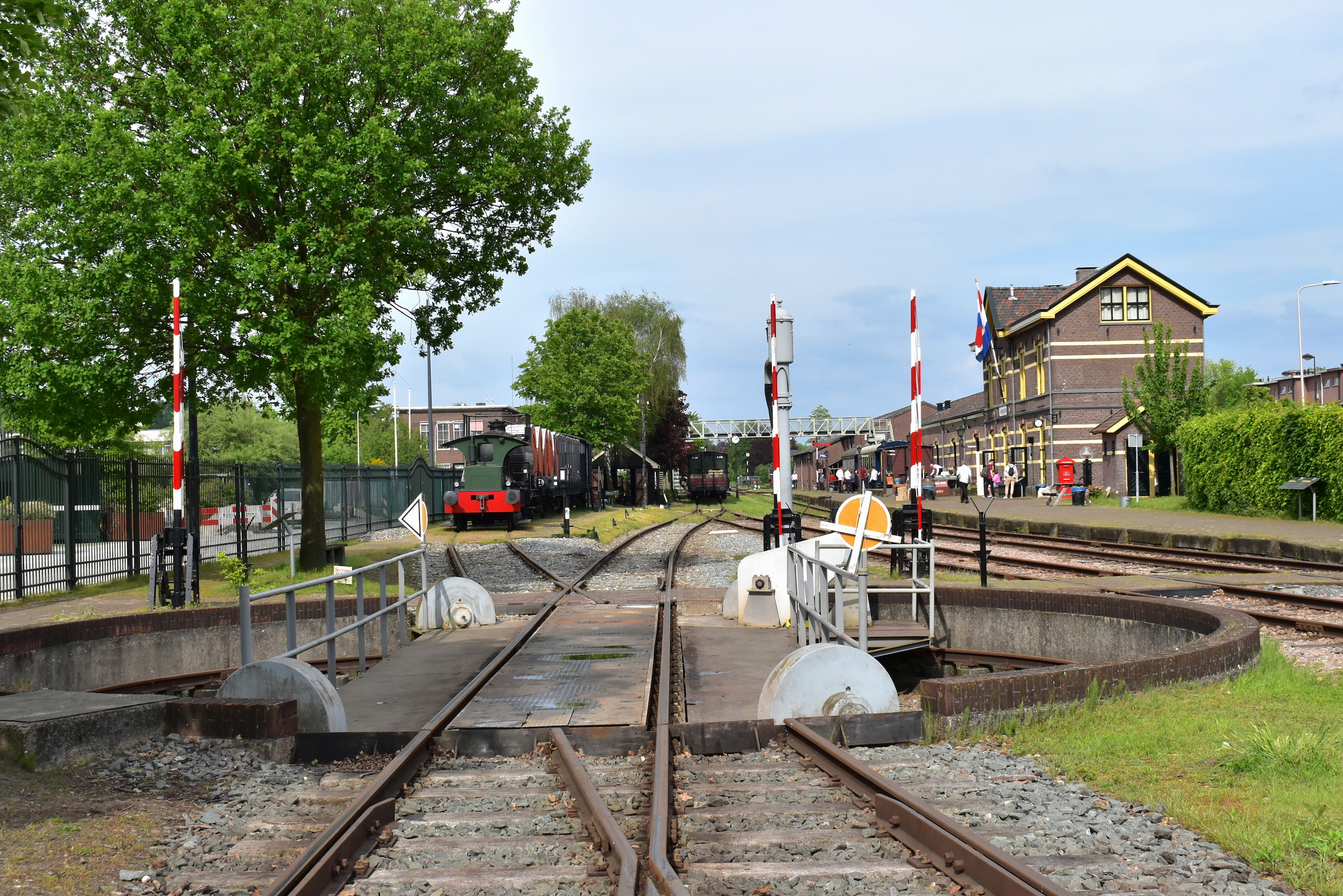
Draaischijf te Station Haaksbergen; 2024.

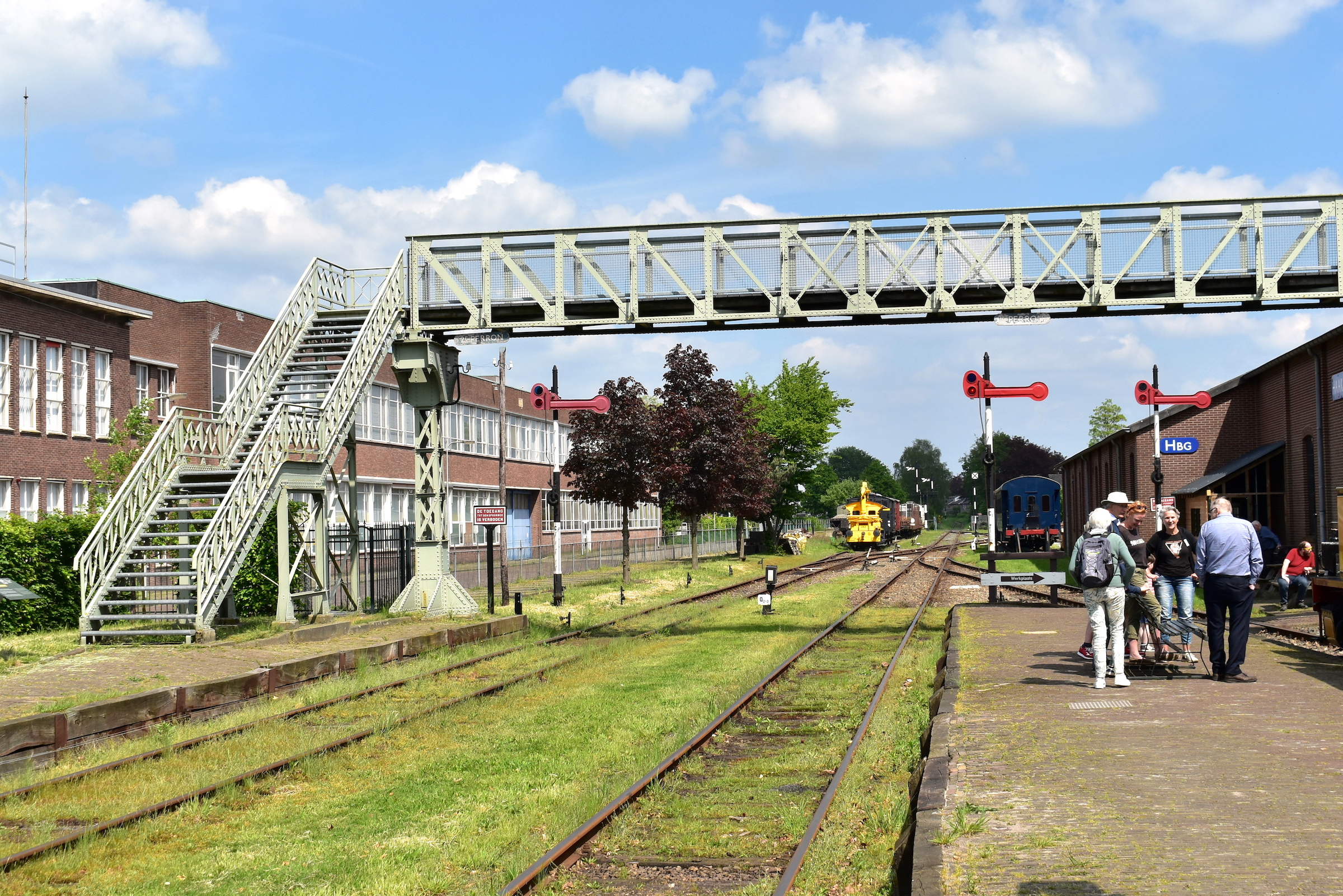
Voetgangersbrug afkomstig uit Geldermalsen op het Station Haaksbergen; 2024.

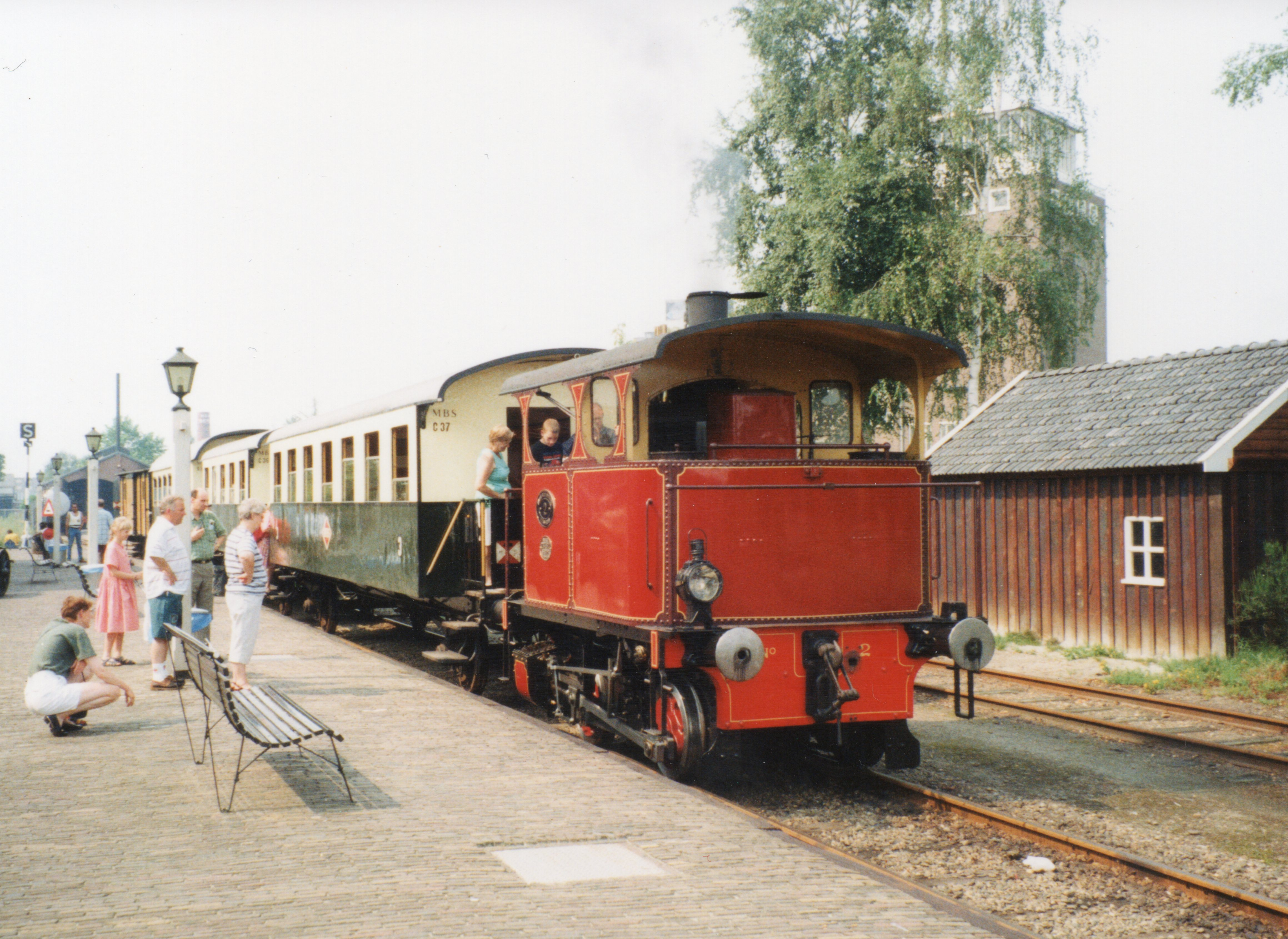
Cockerill-loc 2, met staande ketel, nog in de eerdere rode uitvoering; 1998.

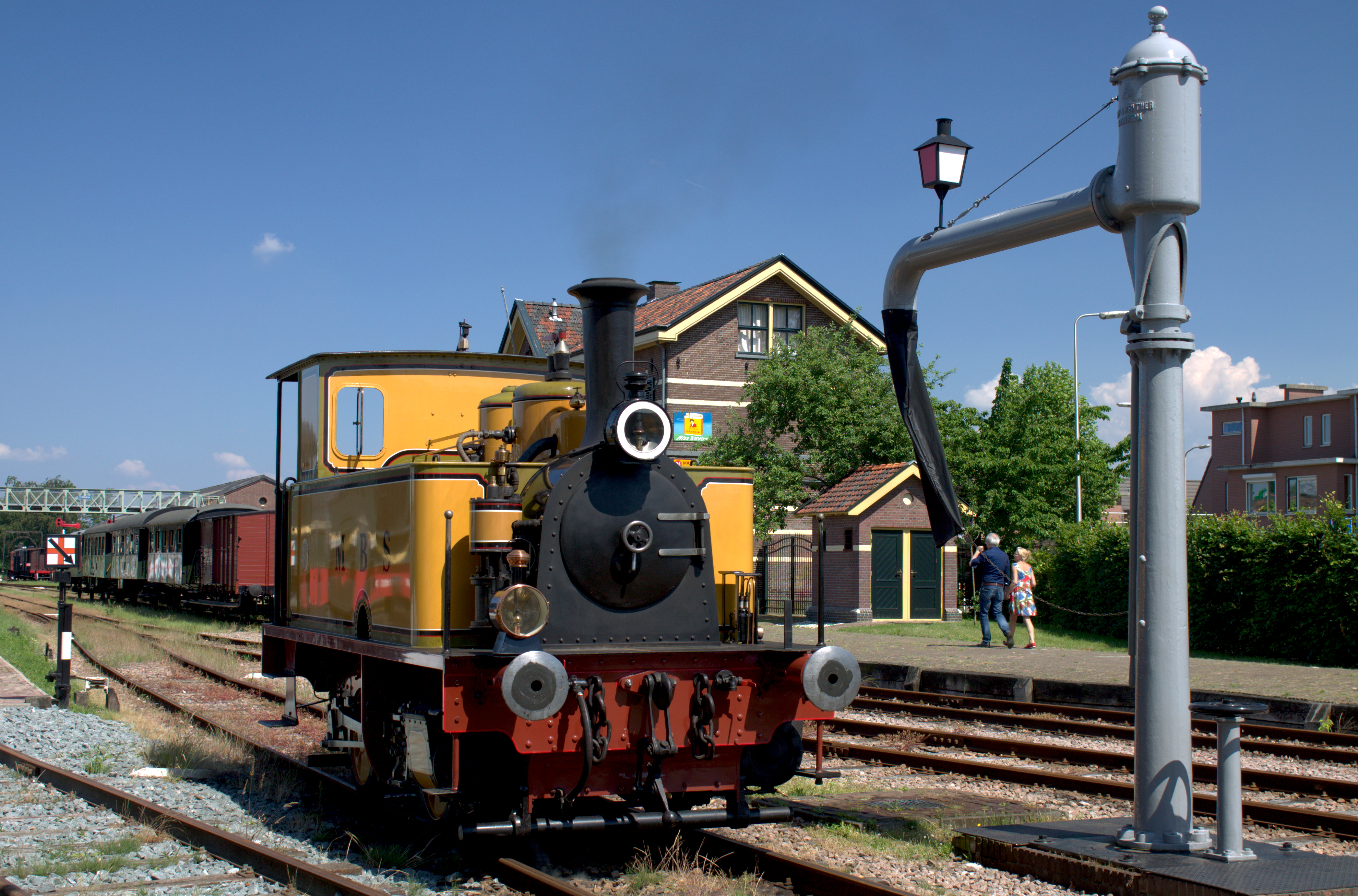
Locomotief 6 'Magda' bij de waterkolom in Haaksbergen; 2016.

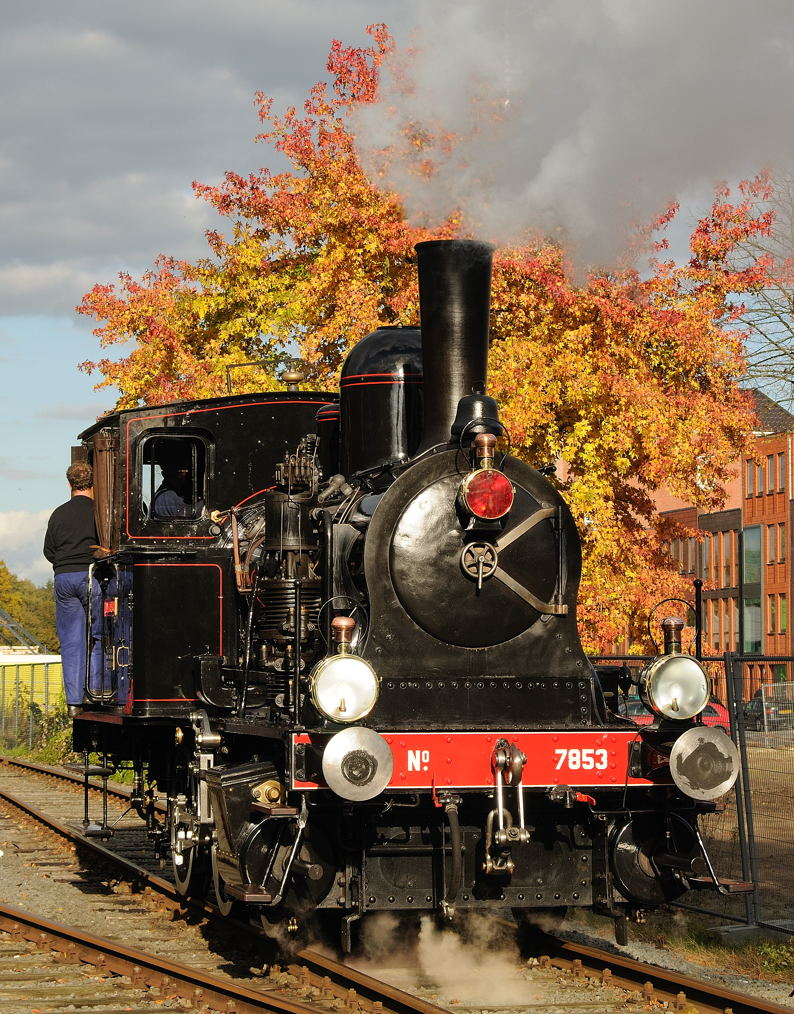
Loc MBS 8 (No. 7853) in herfstsfeer te Boekelo; 2009.

Nadat de Ahaus-Enscheder Eisenbahn, voorloper van de nog steeds bestaande Ahaus Alstätter Eisenbahn (AAE), in september 1966 het reizigersvervoer tussen Ahaus en Alstätte (Duitsland) staakte, verwierf het Comité Vrienden van het Trammuseum het laatste motorrijtuig van de AEE. Dit CvTM was opgericht in 1964 en had zijn depot op het terrein van de voormalige gasfabriek Enschede. De gasfabriek had een aansluiting op het station Enschede Zuid. Aanvankelijk werden ook elektrische trams verworven of onderdak geboden, maar vanaf 1971 concentreerde men zich op lokaalspoormaterieel. In latere jaren werd veel materieel verworven (en deels weer afgestoten). Op 10 mei 1969 vond de eerste open dag plaats, waarbij ritten op het traject Enschede-Zuid – Broekheurne Grens werden gemaakt.
Toen de lijn naar Broekheurne in 1970 door de NS werd opgebroken, verplaatsten de activiteiten van de MBS zich naar de spoorlijn Enschede Noord – Boekelo – Haaksbergen, onderdeel van de vroegere spoorlijn Boekelo – Oldenzaal en de spoorlijn Doetinchem – Hengelo van het oude GOLS-spoorwegnet. Vanaf augustus 1971 werden regelmatig ritten gemaakt. De in 1975 aangelegde Rijksweg 35 doorkruiste de spoorlijn tussen Boekelo en Enschede, met als gevolg dat de MBS-spoorlijn in 1974 afgescheiden werd van het landelijke spoorwegnet en alleen het traject Boekelo – Haaksbergen overbleef.
In de jaren die volgden werden vele projecten voltooid, zoals de aanleg van een draaischijf (afkomstig uit Goor), onderhoudsdepot, locloods, kruisingspoor bij de halte Zoutindustrie, kruisingspoor in Boekelo, aanleg van een waterkolom te Haaksbergen en aanleg van een opstelspoor in de buurtschap Stepelo. Dit alles maakte dat de MBS uitgroeide van een trein met één stoomloc tot een compleet spoorwegmuseum.
In de jaren negentig werden al diverse plannen voor de heraanleg van de spoorlijn tussen Boekelo en Hengelo gemaakt.
In 2007 bestond de stichting 40 jaar. Tijdens het Pinksterfestival werd er groot uitgepakt en werd onder andere een replica van een antieke Engelse stoomlocomotief naar Haaksbergen gehaald.
De MBS heeft in 2008 een masterplan ontwikkeld. In september 2008 werden de uitbreidingsplannen door de voorzitter van de MBS geconcretiseerd gepresenteerd. Onderdeel hiervan was het opnieuw aanleggen van de spoorlijn van Boekelo door Twekkelo naar Hengelo. Om uitsluitend dienst te doen als toeristische voorziening bleek het aanleggen en exploiteren van de spoorlijn geen haalbare kaart. In januari 2014 ging er een definitieve streep door deze plannen. De NS stootte het Akzo-spoor (onderdeel van deze lijn) af en AkzoNobel wilde dat niet overnemen, waarna dit werd opgebroken.
In 2009 werd een mijlpaal in de historie van de MBS bereikt. Tijdens het Pinksterfestival werd door het herindienststellen van loc 2, voor het eerst sinds de oprichting, met vijf eigen stoomlocomotieven gereden. De MBS beschikte nu over vijf bedrijfsvaardige stoomlocomotieven en zeven bedrijfsvaardige diesellocomotieven.
Vanaf 2017 wordt de spoorlijn Haaksbergen – Boekelo doorsneden door de vernieuwde Twenteroute. De rijksweg wordt onder het spoor door geleid.
Op 21 februari 2017 bestond de Museum Buurtspoorweg (MBS) precies 50 jaar. Dit jubileum werd gevierd met diverse evenementen.
Per 1 februari 2020 is Gemma Boon de eerste directeur van de Museum Buurtspoorweg.

## Spoorlijn
De spoorlijn van de MBS ligt tussen Haaksbergen en Boekelo en is ruim zeven kilometer lang. Hierna een beschrijving van de spoorlijn, aan de hand van de hectometerpaaltjes.
- KM 22,576
Locomotievenloods met kolenbunker, draaischijf en waterkolom.
- KM 22,726 Haaksbergen (Hbg)
Het station in Haaksbergen dateert uit 1884 en werd in de jaren daarna uitgebreid tot de huidige situatie. Gesloten voor reizigersvervoer op 3 oktober 1937 en voor goederenvervoer op 28 mei 1972. In Haaksbergen waren diverse aansluitingen voor fabrieken. Sinds 15 augustus 1985 is het gebouw in handen van de MBS. Het emplacement werd door de MBS opnieuw ingericht.
- KM 25,272 Laantje van Jordaan
Dit deel van het traject ligt in het bos en is genoemd naar textielfabrikant Jordaan, die hier zijn huis had.
- KM 25,865 Aansluiting Stepelo
Bij de kruising met de Geukerdijk werd in 2001 een opstelspoor gerealiseerd voor het vervoer van goederen.
- KM 26,423
Stalen brug over de Hagmolenbeek met 4,0 m spanwijdte.
- KM 27,177
Voormalige spooraansluiting Koninklijke Nederlandse Zoutindustrie van 1918 tot 1958. De fabriek werd in 1958 verplaatst naar Hengelo.
- KM 27,753 Zoutindustrie (Zid)
Halte met kruisingspoor, geopend op 1 september 1918 als overweghalte voor arbeiders van de fabriek. Later omgedoopt in Boekelo Bad (Bkd), tegenwoordig heeft de halte weer haar oude naam terug. Vanaf Zid tot Bko staan telegraafpalen langs de spoorlijn.
- KM 28,155
Stalen brug over een waterleiding met 4,0 m spanwijdte.
- KM 28,497
Stalen brug over een waterleiding met 2,0 m spanwijdte.
- KM 28,860
Stalen brug over de Boekelerbeek met 10,0 m spanwijdte.
- KM 29,148
Stalen brug over een waterleiding met 1,5 m spanwijdte.
- KM 29,475 Boekelo (Bko)
Het stationsgebouw is niet in eigendom van de MBS. Gesloten voor reizigersvervoer op 3 oktober 1937, voor goederen op 28 mei 1972. De MBS bouwde hier in 1986 een rijtuigenloods en een draaischijf (afkomstig uit Arnhem). De loods werd in 2002 vervangen door een stenen loods. Boekelo had van 1888 tot 2002 een spooraansluiting voor de Texoprint (nu woonwijk de Blekerij).
- KM 30,028
Stalen brug over de Teesinkbeek met een spanwijdte van 2,0 m.

## Nederlandse diesellocomotieven

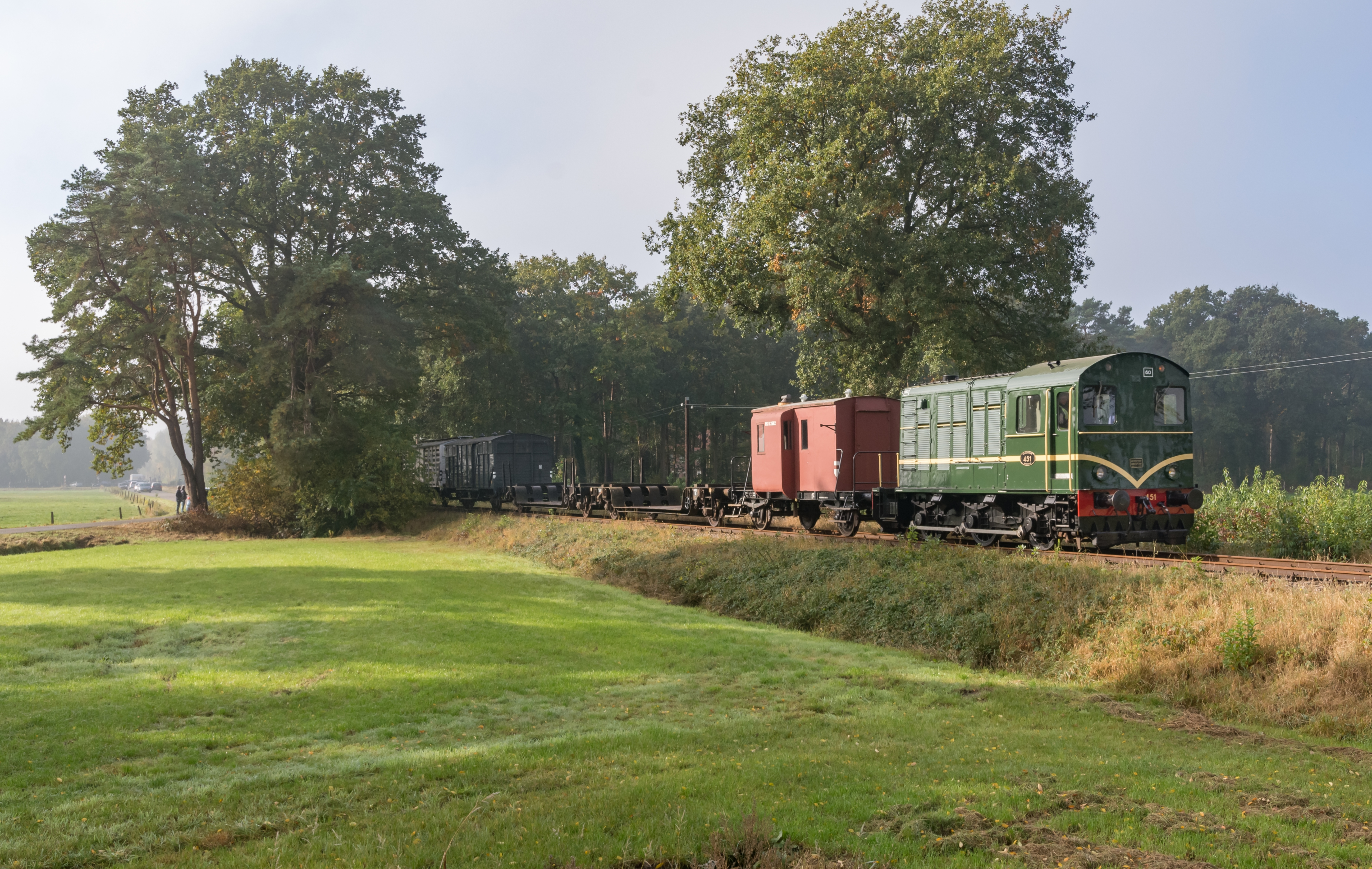
Dieselloc NS 451 met goederentrein naar Boekelo; 23 oktober 2016.

De stichting beschikt over de meest uitgebreide collectie van kleine Nederlandse diesellocomotieven die bij NS dienst hebben gedaan. Hiertoe behoren o.a, twee oersikken (NS 100), waarvan er één bedrijfsvaardig is.
Sinds september 1991 zijn er ook sikken (NS 200) aanwezig. Hiervan zijn er drie overgenomen van enkele spooraannemers en een is er overgenomen van Pakhoed in Rotterdam.
De NS 451, de enige loc van deze serie die is overgebleven, is sinds september 1972 bij de MBS.
Sinds april 2007 beschikt de MBS ook over een locomotief uit de serie NS 600. Dit loctype deed tot 28 mei 1972 veel dienst in de goederentreinkonvooien tussen Haaksbergen en Enschede Noord.

## Materieeloverzicht
Overzicht deels ontleend aan de 'Nederlandse Museummaterieel Database'. 
 (x) = Niet meer bij MBS aanwezig.

### Tractievoertuigen
| Nummer                            | Maatschappijnummer en naam                                     | Tractie      | Bouwjaar - fabriek - fabrieksnummer                                         | Opmerkingen en Status in het Nationaal Register Mobiel Erfgoed | Afbeelding   |
| Locomotieven                      | Locomotieven                                                   | Locomotieven | Locomotieven                                                                | Locomotieven | Locomotieven |
| --------------------------------- | -------------------------------------------------------------- | ------------ | --------------------------------------------------------------------------- | --- | ------------ |
| Loc 1 (x)                         | Carisborg 32                                                   | Stoom        | 1909 - Cockerill (B)                                                        | De loc is gebouwd voor de Sphinx in Maastricht. In 1952 werd ze verkocht aan de N.V. Maatschappij tot exploitatie van bruinkolenvelden Carisborg in Treebeek. Hier werd in 1962 een nieuwe ketel ingebouwd. In 1969 werd de loc gekocht door de MBS en over de weg naar de gasfabriek in Enschede gebracht. Zij is slechts eenmaal, op 10 mei 1969, onder stoom geweest. De loc is in 1970 gesloopt. |              |
| Loc 2                             | Zuid Chemie / 't Veulentje'                                    | Stoom        | 1926 - Cockerill (B)                                                        | Locomotief met verticale ketel. In dienst gesteld bij de Zuid Chemie in Sas van Gent. 1969 geschonken aan de MBS. In dienst gesteld in rode kleur in 1981. Buiten dienst in 2003. De loc werd in 2009 voorzien van een nieuwe ketel en nu groen geschilderd. A-status. |              |
| Loc 3                             | KPEV Hannover 1702 / T3                                        | Stoom        | 1896 - Union Giesserei Königsberg (D)                                       | Bij de KPEV in dienst gesteld in 1896 met nummer Hannover 1702. Later vernummerd in Hannover 6103. De locomotief werd in 1920 voor de vorming van de Deutsche Reichsbahn verkocht aan de kalimijn Hansa te Bokeloh. In 1973 werd tijdschrift Eisenbahn Kurier eigenaar van de locomotief. Deze kreeg toen het fictieve nummer DRG 89 7220. In 1975 werd de locomotief aangekocht door de MBS. Tot 1977 MBS 6. |              |
| Loc 4                             | KDH 4 / DHE 353                                                | Stoom        | 1925 - Hannoversche Maschinenbau AG (D)                                     | Loc is in 1925 gebouwd voor de Kleinbahn Delmenhorst - Harpstedt met nummer 4. In 1949 vernummerd in DHE 353. De loc is op 21 juli 1968 van de Delmenhorst-Harpstedter Eisenbahn gekocht. Loc 4 heeft van 1970 tot 1997 dienstgedaan voor de MBS. |              |
| Loc 5 (x)                         | NSMS 1                                                         | Stoom        | 1929 - SA des Ateliers de construction de La Meuse (B) 3252                 | Deze drieassige locomotief was in gebruik als locomotief 1 bij de Nederlandse Stikstof Maatschappij te Sluiskil. Zij werd gekocht door SHM en MBS gezamenlijk, maar ging naar de SHM. Het eigendomsrecht werd in 1973 afgestaan aan de SHM. |              |
| Loc 5                             | TWE 19 TWE / KKB / JKB 152 / 'Elna'                            | Stoom        | 1927 - Henschel & Sohn, Kassel (D)                                          | Deze locomotief is van type ELNA 5. Hij werd afgeleverd aan de Teutoburger Wald-Eisenbahn en reed daar tot 1956 onder nummer 19. Vervolgens werd de loc vernummerd naar 152 en kwam in dienst bij de Kleinbahn Kaldenkirchen-Bruggen. Van 1959 tot 1972 bij de Jülicher Kreisbahn, waarna ze naar de MBS kwam. Na restauratie in 1995 in blauwe kleur in dienst gesteld. Buiten dienst van 2015 tot 2023. Na grote revisie in 2023 weer in dienst in de kleuren zwart met rood. Tot 1977 MBS 3. |              |
| Loc 6 (x)                         | CFA 11, 'Sas van Gent'                                         | Stoom        | 1928 - SA des Ateliers de Construction de la Meuse (B)                      | Oorspronkelijk gebouwd als metersporige locomotief voor de Chemin de Fer d'Artois (F). Deze lijn werd in 1932 gesloten, waarna de locomotief in België terechtkwam. In 1944 werd de loc door het United States Army Transportation Corps (USATC) verbouwd tot een normaalsporige rangeerlocomotief. Zij deed hierna dienst in de haven van Antwerpen. Later ging de locomotief naar de suikerfabriek van Sas van Gent. In 1971 naar de SHM. Gesloopt in 1977. |              |
| Loc 6                             | 'Magda'                                                        | Stoom        | 1925 - SA des Ateliers de Construction de la Meuse (B) 3176                 | Gebouwd voor Metallurgie Hoboken-Overpelt. Laatste commerciële eigenaar was Radium-fabriek Olen. Daarna onder nummer 2 en naam 'Magda' ingezet bij de Toeristische Trein Zolder. In 1995 ging de loc naar de MBS. Na restauratie in 1999 in gele kleur van de NCS in dienst gesteld. |              |
| Loc 7                             | NS 8107 (ex-SS 657) / 'Kikker'                                 | Stoom        | 1901 - Machinefabriek Breda, voorheen Backer & Rueb                         | De SS 657 werd in augustus 1901 bij de Staatsspoorwegen in dienst gesteld. De loc werd in 1920 vernummerd in NS 8107. In juli 1952 werd de NS 8107 verkocht aan de Verenigde Coöperatieve Suikerfabrieken in Roosendaal. Hier werd ze nummer 3. In mei 1968 werd ze aan de MBS geschonken en aansluitend per dieplader naar Hengelo gebracht. De loc werd op 17 juni 1987 na restauratie weer als SS 657 in dienst gesteld. In 1988-1989 kreeg ze een nieuwe ketel, gemaakt door Stork Ketels in Hengelo. In 2017-2018 kreeg de loc groot onderhoud. Op 26 april 2018 werd de loc als NS 8107 weer in dienst gesteld. A-status. |              |
| Loc 8                             | 7853 / 'Tigerli' / 'Navizence'                                 | Stoom        | 1910 - Schweizerische Lokomotiv- und Maschinenfabrik (SLM), Winterthur (CH) | De loc is in 1910 gebouwd voor de Alusuisse in Chippis (CH) met de naam 'Navizence'. De loc is van het Zwitserse type E/E3. Bij de Alusuisse bleef de loc rangeren tot 1982. Ze werd in 1985 verkocht aan het Landesmuseum für Technik und Arbeit in Mannheim (D). Door een tip kwam de MBS de loc op het spoor en door een schenking werd ze voor de MBS gekocht in 1996. De loc komt overeen met de twee locomotieven NS 7850 die na de oorlog enkele jaren in de haven van Rotterdam hebben gereden. Na restauratie in 2005 in zwarte kleur van de SBB in dienst gesteld.                                                    |              |
| Loc 16 (x)                        | SHM 16 'Medemblik'                                             | 'Stoom'      | 1943 - (Arnold Jung Locomotivfabr.)                                         | Gebouwd met bouwnummer 9846 voor de Brinker Eisenwerke te Hannover-Langenhagen, later Georgsmarienhütten Eisenbahn nummer 16. Van 2018 tot 2021 in bruikleen van de SHM. |              |
| Loc 10                            | 'Nijverdal'                                                    | Diesel       | 1935 - Orenstein & Koppel (D)                                               | Rangeerlocomotief gebouwd door Orenstein & Koppel voor Shell Pernis. In 1953 verkocht aan de Koninklijke Stoomweverij in Nijverdal. Hier rangeerde ze tussen de stoomblekerij en de stoomweverij in Nijverdal via het NS station. In 1971 aan de MBS geschonken. A-status. |              |
| Loc 11                            | NS 451 / 'Brommer'                                             | Diesel       | 1956 - Werkspoor, Amsterdam                                                 | NS lokaalspoordiesellocomotief speciaal gebouwd voor de tramlijnen van de WSM in het Westland en de NTM in Friesland. In 1972 door de MBS gekocht. A-status. |              |
| Loc 12                            | 'Rij-ijzer' / 't Gekje'                                        | Diesel       | 1920 - Orenstein & Koppel (D)                                               | Deze is loc gebouwd door Orenstein & Koppel in Nordhausen voor het ziekenhuis "Meer en Berg" in Santpoort. In 1953 wordt de loc bij O&K in Amsterdam gemoderniseerd en verkocht aan de Twentsche Stoom Bleekerij in Goor. In 1973 door bemiddeling van een oplettende medewerker aan de MBS geschonken. Tussen 2016 en 2020 gerestaureerd en in 2021 in dienst gesteld. B-status. |              |
| Loc 13 (x)                        | Akzo Hengelo                                                   | Diesel       | 1957 - Orenstein & Koppel (D)                                               | Gesloopt |              |
| Loc 13                            | Harculo                                                        | Diesel       | 1954 - Orenstein & Koppel (D)                                               | Deed dienst bij de IJsselcentrale nabij Zwolle tot einde van het spoorvervoer daar in 1984. Werd daarna geschonken aan de MBS. Als simulator in gebruik. |              |
| Loc 14                            | NS 145 / 'Oersik'                                              | Diesel       | 1932 - Werkspoor, Amsterdam                                                 | Rangeerlocomotief van NS tot na de Tweede Wereldoorlog, waarna deze werd verkocht aan Spoorijzer in Delft als 145. In 1960 verkocht aan de Suikerfabriek Vierverlaten in Hoogkerk. Daarna in 1970 naar de Suikerfabriek in Breda. In 1983 ging de loc naar de MBS. |              |
| Loc 15                            | NS 125 / 'Oersik' / IJC 2                                      | Diesel       | 1931 - Werkspoor, Amsterdam                                                 | Na buitendienststelling door NS in 1948 naar Spoorijzer. Dit bedrijf voerde een revisie uit en bouwde een nieuwe GMC-dieselmotor in. Vervolgens kwam de 15 in gebruik bij de IJsselcentrale in Harculo tot in 1984. Daarna schenking aan de MBS. |              |
| Loc 16                            | NS 293 / 'Sik' / NOM 800                                       | Diesel       | 1938 - NS Centrale Werkplaats Zwolle                                        | NS locomotor gebouwd voor rangeer-en konvooidiensten. In 1942 via Winterswijk naar Duitsland verhuurd. Na 1945 terug bij NS en in 1952 verkocht aan 'Pakhuismeesteren van de Thee' in Rotterdam. 1991 door Pakhoed geschonken aan de MBS. Sinds 2011 weer in zijn rode Pakhoed-uiterlijk. |              |
| Loc 17                            | NS 259 / 'Sik'                                                 | Diesel       | 1936 - Werkspoor, Amsterdam                                                 | Sinds 1996 bij de MBS. |              |
| Loc 18                            | NS 368 / 'Kraansik'                                            | Diesel       | 1951 - Werkspoor, Amsterdam                                                 | Sinds 1999 bij de MBS. |              |
| Loc 19                            | NS 242 / 'Kraansik'                                            | Diesel       | 1935 - Werkspoor, Amsterdam                                                 | Sinds 2001 bij de MBS. |              |
| Loc 20                            | NS 660 / 'Hippel' / 'Bakkie'                                   | Diesel       | 1956 - The English Electric Company (UK)                                    | Rangeerlocomotief serie NS 600. De loc is in 2007 door Railion aan de MBS geschonken. Sinds 2016 rijvaardig. |              |
| Loc 162 (x)                       | NS 162                                                         | Diesel       | 1941 - Vulcan Foundry Ltd (UK)                                              | Rangeerlocomotief serie NS 160. Van 2012 tot 2017 bij de SHM. Van 2017 tot 2018 bij de STAR; van september 2018 tot september 2021 bij de MBS. Daarna naar het Nederlands Transport Museum. De loc is eigendom van Stichting 162. |              |
| Motorrijtuigen                    |                                                                |              |                                                                             | |              |
| M1 (x)                            | Meppen-Haselünner Eisenbahn (MHE)                              | -            | 1933 - Triebwagen- und Waggonfabrik Wismar (D)                              | 1933 besteld door Bentheimer Eisenbahn voor de Meppen-Haselünner Eisenbahn. Daar buiten dienst gesteld in 1965 en in 1967 verkocht aan de MBS. Op 3 mei 1971 verbrand in de kolenloods van de gasfabriek. \| |              |
| M21 (x)                           | Bremervörde-Osterholzer Eisenbahn (BOE)                        | -            | 1934 - Gothaer Waggonfabrik (D)                                             | Gebouwd voor de Bremervörde-Osterholzer Eisenbahn. In 1956 verkocht aan de Ankum-Bersenbrücker Eisenbahn. In 1963 verkocht aan de Ahaus-Enscheder Eisenbahn (10). In 1998 naar de Delmenhorst-Harpstedter Eisenbahn Freunde en van daar in 2004 naar de Steinhuder Meer-Bahn. In 2015 naar Gotha. |              |
| M22 (x)                           | Elmshorn-Barmstedt-Oldesloer Eisenbahn (EBOE)                  | -            | 1936 - Gothaer Waggonfabrik (D)                                             | Motorwagen in 1970 gekocht van Elmshorn-Barmstedt-Oldesloer Eisenbahn. In 1973 afgevoerd naar Jan de Sloper in Enschede en daar 1985 gesloopt. |              |
| M22 (x)                           | Kleinbahn Wittingen-Oebisfelde (KWO)                           | -            | 1933 - Gothaer Waggonfabrik (D)                                             | Motorwagen in 1973 gekocht van de Osthannoversche Eisenbahnen. In 1990 naar Arbeitsgemeinschaft Verkehrsfreunde Lüneburg. |              |
| M23 (x)                           | Schleswiger Kreisbahn                                          | -            | 1925 - Linke-Hofmann-Lauchhammer (D)                                        | Motorwagen in 1972 gekocht van de Schleswiger Kreisbahn. In 1976 naar CFV3V. In 2007 verkocht aan een privépersoon in Wilhelmshaven. |              |
| Railbus 25 (voorheen 2, later 20) | Kleinbahn Delmenhorst - Harpstedt (KDH) T1 / DHE T148 / Wismar | Benzine      | 1936 - Triebwagen- und Waggonfabrik Wismar (D)                              | Wismarer Schienenbus gebouwd voor de Kleinbahn Delmenhorst - Harpstedt, nr. T1. 1948 vernummerd in DHE T 148. Op 22 februari 1968 verkocht aan de MBS. Op 22 juli 1968 via de hoofdlijn van Harpstedt naar Enschede. Op 10 mei 1969 enkele ritten naar Broekheurne gemaakt. In 1971 buiten dienst gesteld. Gerestaureerd en in dienst sinds 2014 als Kleinbahn Delmenhorst - Harpstedt T1. B-status. |              |
| Elektrische trams                 |                                                                |              |                                                                             | |              |
| HTM 164 (x)                       | HTM                                                            | Elektrisch   | 1908 - Allan                                                                | In 1971 naar de Tramweg-Stichting in Den Haag. Sinds 1989 opgenomen in de collectie van het HOVM. |              |
| RET 470 (x)                       | RET                                                            | Elektrisch   | 1929 - Allan                                                                | In 1971 door brand te Enschede verwoest. |              |
| TET 1                             | TET                                                            | Elektrisch   | 1908 - Pennock                                                              | Na buitendienststelling van 1933 tot 2016 tuinhuisje te Overdinkel. In 2016 verworven door de Tramweg-Stichting en deels gerestaureerd te Overloon. In 2024 overgebracht naar de MBS voor verdere restauratie. |              |

### Rijtuigen en wagens
| Nummer                        | Maatschappijnummer of type                                                                                  | Bouwjaar - fabriek                                                  | Opmerkingen en Status in het Nationaal Register Mobiel Erfgoed | Afbeelding |
| Rijtuigen                     | Rijtuigen                                                                                                   | Rijtuigen                                                           | Rijtuigen | Rijtuigen  |
| ----------------------------- | --- | ------------------------------------------------------------------- | --- | ---------- |
| Rijtuig 28 (AB28) (x)         | SS AB 116                                                                                                   | 1920 - Van der Zypen und Charlier (D)                               | Bij de NS droeg dit rijtuig het nummer AB 7516 en in 1934 verbouwd tot derde klas rijtuig (serie C7059-7066). Het werd buiten dienst gesteld in 1947. Sinds 1949 vakantieverblijf nabij Overberg. Sinds 1989 bij de MBS. In 2001 naar de SGB. |            |
| Rijtuig 29 (AD29) (x)         | NMBS 42239                                                                                                  | 1935 - Société Anglo-Franco-Belge de Matériel de Chemins de Fer (B) | In 2000 overgenomen van de Stoomtrein Goes - Borsele. Verkocht in 2014 aan Stoomcentrum Maldegem (B). |            |
| Rijtuig 30 (C30)              | DRG 81692                                                                                                   | 1922 - Waggon & Maschinenbau AG (Wumag) (D)                         | Bij de Deutsche Reichsbahn in dienst gesteld in 1922 als CiD 81692. In 1958 verkocht aan de Vorwohle-Emmerthaler Eisenbahn onder nummer Bi30. Hier werd het een motorwagenaanhangrijtuig. In 1966 verkocht aan de Meppen-Haselünner Eisenbahn onder nummer Bi 30. In 1971 verkocht aan de MBS. |            |
| Rijtuig 31 (BC31)             | KCN BCi 1                                                                                                   | 1903 - Waggon- und Maschinenfabrik AG, vormals Busch (D)            | Gebouwd voor de Kleinbahn Cassel-Naumburg. In 1949 voorzien van nieuwe wagenbak en voorzien van grote zakramen in plaats van 3 smalle ramen. Op 8 april 1969 verkocht aan de MBS. Van 1971 tot 1980 verhuurd geweest als C 41 aan de SHM. |            |
| Rijtuig 32 (B32)              | ÖBB Bi 37120                                                                                                | 1930 - Grazer Waggonfabrik (A)                                      | Rijtuig type N 28, gebouwd in 1930 bij de Grazer Waggonfabrik voor de BBÖ en in dienst gesteld met nummer Ci32 243. in 1938 aan de DRG met nummer 206480. In 1945 als ÖBB Bi 37120. In 1982 verkocht aan privépersoon voor de Toeristische Trein Zolder (B). In 1996 verkocht aan de MBS. |            |
| Rijtuig 33 (C33)              | HSM C 1237                                                                                                  | 1915 - Düsseldorfer Eisenbahnbedarf AG, vorm. Carl Weyer & Cie (D)  | Rijtuig nr. C 1237 van de Hollandsche IJzeren Spoorweg-Maatschappij (HSM) maakte deel uit van een levering van 45 lokaalspoorrijtuigen. Bij de NS droeg het rijtuig het nummer C 1137 en werd buiten dienst gesteld in 1947. Sinds 1949 zomerhuisje nabij Hilversum. De rijtuigbak is in 2012 door de MBS verworven en verrijdbaar gemaakt door hem tijdelijk op te slaan op het rijtuigonderstel MBS nr. 39. |            |
| Rijtuig 34 (B34)              | NCS B 101                                                                                                   | 1897 - Centrale Werkplaatsen NCS, Utrecht                           | Dit rijtuig uit maakte deel uit van een kleine serie lokaalspoorrijtuigen van slechts drie stuks. Ingericht als luxe rijtuigen voor de dienst op de lokaalspoorlijnen van Utrecht naar Baarn en Zeist. Bij de NS droeg het rijtuig het nummer B 1605 en werd buiten dienst gesteld in 1947. Sinds 1949 zomerhuisje nabij Hilversum. De rijtuigbak is in 2012 door de MBS verworven en is verrijdbaar gemaakt door hem tijdelijk op te slaan op het rijtuigonderstel MBS nr. 40. |            |
| Rijtuig 35 (CD35)             | BLE BD 25                                                                                                   | 1907 - Maschinenfabrik Augsburg-Nürnberg AG (MAN) (D)               | In 1907 gebouwd voor de Freien Grunder Eisenbahn (in de buurt van Siegen) met nummer 1. In 1952 verkocht aan de Butzbach-Licher Eisenbahn met nummer 25. In de jaren vijftig voorzien van een geheel gelaste wagenbak. Het rijtuig was voorzien van een bagageafdeling, een toilet, een conducteurscoupé en 30 zitplaatsen. 1971 verkocht aan de MBS en in 1973 in dienst met nummer CD35. In 2000 verbouwd tot invalidenrijtuig. |            |
| Rijtuig 36 (C36)              | BLE B 26 | 1901 - Beuchelt & Co. (D)                                           | In 1901 gebouwd voor de Braunschweig-Schöninger Eisenbahn met nummer Ci32. In 1952 verkocht aan Butzbach-Licher Eisenbahn met nummer 26. In de jaren vijftig voorzien van geheel gelaste wagenbak voor 50 personen in Butzbach-Ost. In 1971 verkocht aan MBS. In 1972 in dienst met nummer C36. In 2018-2020 verhuurd aan de SHM. |            |
| Rijtuig 37 (C37)              | BLE B 27 | 1889 - Waggon & Maschinenbau AG (Wumag) (D)                         | Gebouwd in 1889 voor de Braunschweig-Schöninger Eisenbahn met nummer Ci3. In 1952 verkocht aan de Butzbach-Licher Eisenbahn met nummer 27. In de jaren vijftig voorzien van geheel gelaste wagenbak voor 70 personen in Butzbach-Ost. Hierbij werd het frame ook verlengd. In 1971 verkocht aan MBS. In 1972 in dienst met nummer C37. In 2013 en 2016-2018 verhuurd aan de SHM. |            |
| Rijtuig 38 (C38)              | KCN Ci 8 | 1911 - P. Herbrand & Co. (D)                                        | Gebouwd voor de Kiel-Schönberger Eisenbahn. In 1937 verkocht aan de Kleinbahn Kassel-Naumburg met nummer 8. In 1957 van nieuwe wagenbak voorzien. Op 8 april 1969 verkocht aan de MBS. |            |
| Rijtuig 39                    | MK plukonderstel                                                                                            | 1908 - Van der Zypen und Charlier (D)                               | Geplaatst onder Rijtuig 33 (C33) |            |
| Rijtuig 40                    | NMBS GCI-plukonderstel                                                                                      | 1910 - Les Ateliers Métallurgiques (B)                              | In 1973 naar de de SGB. In 1985 buiten dienst. In 1991 bij een brandweeroefening gesloopt. Onderstel naar de MBS. |            |
| Rijtuig 40 (C40)              | SS C 1340                                                                                                   | 1906 - P. Herbrand & Co. (D)                                        | Dit rijtuig maakte deel uit van de serie lokaalspoorrijtuigen C 1301-1368. Bij de NS droeg het rijtuig het nummer C 1040 en werd buiten dienst gesteld in 1947. Sinds 1948 noodwoning te Bosch en Duin. De rijtuigbak is in 2022 door de MBS verworven. A-status. |            |
| Rijtuig 41 (B41)              | BE C2i 341                                                                                                  | 1920 - Harkort, Duisburg (D)                                        | Rijtuig in 1948 opgebouwd op een onderstel van een drieassige goederenwagen bij Waggonbau Graaff in Elze/Hannover. Bij de Bentheimer Eisenbahn in dienst als 341. In 1970 verkocht aan de MBS. |            |
| Rijtuig 42 (CR42) (x)         | BE C2i 342                                                                                                  | 1920 - Harkort, Duisburg (D)                                        | Rijtuig in 1948 opgebouwd op een onderstel van een drieassige goederenwagen bij Waggonbau Graaff in Elze/Hannover. Bij de Bentheimer Eisenbahn in dienst als 342. In 1965 naar de Meppen-Haselünner Eisenbahn. 1971 verkocht aan de SHM. In 1996 terug van de SHM. In 1998 naar DHEF Harpstedt (D). 2004 naar Graf MEC Nordhorn. |            |
| Rijtuig 42 (C42)              | NCS BC 104                                                                                                  | 1901 - Beijnes, Haarlem                                             | Dit rijtuig maakte deel uit van een serie lokaalspoorrijtuigen uit de serie BC 101-105. Ingericht als luxe rijtuigen voor de dienst op de lokaalspoorlijnen van Utrecht naar Baarn en Zeist. Bij de NS droeg het rijtuig het nummer C 1820 en werd buiten dienst gesteld in 1947. Sinds 1949 vakantieverblijf nabij Overberg. Sinds 1989 bij de MBS. Het rijtuig is een van de weinige bewaard gebleven NCS-rijtuigen. Het wordt gerestaureerd als NS C 1820. B-status. |            |
| Rijtuig 43 (B43)              | NCS B 118                                                                                                   | 1904 - Centrale Werkplaatsen NCS, Utrecht                           | Dit rijtuig maakte deel uit van een serie lokaalspoorrijtuigen uit de serie B 111-127. Ingericht als luxe rijtuigen voor de dienst op de lokaalspoorlijnen van Utrecht naar Baarn en Zeist. Bij de NS droeg het rijtuig het nummer B 1813 en werd buiten dienst gesteld in 1947. Sinds 1949 vakantieverblijf nabij Overberg. Sinds 1989 bij de MBS. Het rijtuig is een van de weinige bewaard gebleven NCS-rijtuigen. B-status. |            |
| Rijtuig 44 (WR44)             | BE BCi 204                                                                                                  | 1929 - Waggon und Triebwagenfabrik Wismar (D)                       | Bij de Bentheimer Eisenbahn in 1929 in dienst met nummer 204. 1959 gemoderniseerd in de werkplaats Neuenhaus. In 1975 verkocht aan de MBS en doorverkocht aan de VSM. Bij VSM nr. BR 482. In 1988 teruggekocht en sinds 2002 in dienst bij de MBS onder met het nummer AR 44. |            |
| Rijtuig 45 (C45)              | HSM C 905                                                                                                   | 1904 - Werkspoor, Amsterdam                                         | Vierassig lokaalspoorrijtuig met langsbanken speciaal bestemd voor het werkliedenvervoer op de lijn Oldenzaal – Losser – Gronau. In 1915 vernummerd in HSM C 2905. Bij de NS kreeg het nummer 405 en werd het verbouwd tot werkwagen achter een ongevallenkraan. In 1969 verkocht aan de Stoomtram Hoorn-Medemblik. In 1971 geruild tegen de Belgische tramloc 6 'Artesië'. Sinds 2004 na restauratie in dienst als HSM C 905. A-status. |            |
| Rijtuig 46 (C46)              | NMBS 95703                                                                                                  | 1910 - Compagnie Centrale de Construction (B)                       | Rijtuig type GCI. De MBS heeft in 1974 drie derdeklas rijtuigen en een bijpassende bagagewagen (nr. 58) verworven. Door een materieelruil met de DHEF te Harpstedt in 1998, kon de MBS-treinstam met een origineel AB-rijtuig (eerste en tweede klasse) gecompleteerd worden (nr. 49). Het materieel verkeert nog in volledig originele staat van begin 20e eeuw, slechts de olie-/ gasverlichting is in de loop der jaren verbouwd naar elektrisch licht. De nummers 46, 47 en 48 worden ingezet in de treindienst. |            |
| Rijtuig 47 (C47)              | NMBS 96704                                                                                                  | 1909 - Les Ateliers du Roeulx (B)                                   | Rijtuig type GCI. De MBS heeft in 1974 drie derdeklas rijtuigen en een bijpassende bagagewagen (nr. 58) verworven. Door een materieelruil met de DHEF te Harpstedt in 1998, kon de MBS-treinstam met een origineel AB-rijtuig (eerste en tweede klasse) gecompleteerd worden (nr. 49). Het materieel verkeert nog in volledig originele staat van begin 20e eeuw, slechts de olie-/ gasverlichting is in de loop der jaren verbouwd naar elektrisch licht. De nummers 46, 47 en 48 worden ingezet in de treindienst. Met de restauratie van rijtuig C 47 was reeds in de jaren zeventig een begin gemaakt. Zo'n 40 jaar later is het rijtuig in 2013-2015 met eigen middelen gerestaureerd en in 2015 in dienst gesteld. |            |
| Rijtuig 48 (C48)              | NMBS 96819                                                                                                  | 1905 - Usines Ragheno (B)                                           | Rijtuig type GCI. De MBS heeft in 1974 drie derdeklas rijtuigen en een bijpassende bagagewagen (nr. 58) verworven. Door een materieelruil met de DHEF te Harpstedt in 1998, kon de MBS-treinstam met een origineel AB-rijtuig (eerste en tweede klasse) gecompleteerd worden (nr. 49). Het materieel verkeert nog in volledig originele staat van begin 20e eeuw, slechts de olie-/ gasverlichting is in de loop der jaren verbouwd naar elektrisch licht. De nummers 46, 47 en 48 worden ingezet in de treindienst. |            |
| Rijtuig 49 (C 49) (x)         | MHE | 1952 - Talbot, Aachen (D)                                           | In 1973 overgenomen van de Meppen-Haselünner Eisenbahn. In dienst gesteld als verrijdbaar plaatskaartenkantoor aan de Rembrandtlaan in Enschede. Later als wachtkamer in gebruik. Gesloopt in 1980. |            |
| Rijtuig 49 (AB49)             | NMBS 91854                                                                                                  | 1908 - SA des Forges et Ateliers de Seneffe (B)                     | Rijtuig type GCI. De MBS heeft in 1974 drie derdeklas rijtuigen (nrs. 46 t/m 48) en een bijpassende bagagewagen (nr. 58) verworven. Door materieelruil in 1998 met de Duitse collega's van de DHEF te Harpstedt, kon de MBS-treinstam met een origineel AB-rijtuig (eerste en tweede klasse) gecompleteerd worden (nr. 49). De nummers 49 en 58 zijn nog niet dienstvaardig opgesteld in het Museumdepot te Boekelo. Ten behoeve van onderdelenvoorziening is in 1991 een GCI-onderstel (MBS nr. 40) overgenomen van de SGB. Dit rijtuig is dus oorspronkelijk eigendom geweest van de NMBS (B) en kwam via het VVM-Schönberger Strand (D) en de DHEF Harpstedt (D) terecht bij de MBS.                                  |            |
| Rijtuig 301 (x)               | BE | 1930 - Waggonfabrik Uerdingen (D)                                   | In 1975 van Bentheimer Eisenbahn en in 1976 door verkocht aan SSTT, gesloopt in 1983. |            |
| Rijtuig 302 (x)               | BE | 1931 - Talbot, Aachen (D)                                           | In 1975 van Bentheimer Eisenbahn en in 1976 door verkocht aan SSTT, gesloopt in 1983. |            |
| Rijtuig 303 (x)               | BE | 1930 - Westwaggon, Köln (D)                                         | In 1975 van Bentheimer Eisenbahn en in 1976 door verkocht aan SSTT, gesloopt in 1983. |            |
| Post/bagagewagens             | |                                                                     | |            |
| Post/bagagewagen 51 (PD51)    | KKB PwPost 1 / KB G1                                                                                        | 1900 - Waggonfabrik Uerdingen (D)                                   | Post/bagagewagen gebouwd voor de Kleinbahn Kaldenkirchen-Bruggen. Later vernummerd in G1. In 1930 verbouwd tot gereedschapwagen en vernummerd in G21. In 1990 verkocht aan privépersoon voor de MBS en overgebracht naar Blerick. De wagen werd in 1998 nog over de hoofdlijn overgebracht naar Amsterdam. In 2000 overgebracht naar Haaksbergen. |            |
| Begeleidingswagen 55          | NS Dg 2682                                                                                                  | 1958 - NS Centrale Werkplaats Amersfoort (bovenbouw)                | Goederentrein bagagewagen (Dg) gebouwd door de Centrale Werkplaats Amersfoort in 1958. Bovenbouw gebouwd op een oud onderstel uit 1905. De Dg is van 1954 tot 1980 in dienst geweest als bagagewagen in goederentreinen. In 1980 door de MBS gekocht van de NS. Bij de MBS is de D55 in gebruik als verblijfswagen voor werktreinen en wordt ook ingezet als Dg in de historische goederentrein. |            |
| Post/bagagewagen 56 (PD56)    | MHE PwPost 16                                                                                               | 1905 - Van der Zypen und Charlier (D)                               | Post/bagagewagen gebouwd voor de Meppen-Haselünner Eisenbahn. In de jaren vijftig-zestig verbouwd tot gereedschapwagen voor de weg- en werkenploeg. In 1971 verkocht aan de MBS. Hier verbouwd in zijn originele uiterlijk. |            |
| Bagagewagen 57 (D57)          | SS E129 Snelgoederenwagen                                                                                   | 1916 - Werkspoor, Amsterdam                                         | Bagagewagen gebouwd voor de SS met nummer ED 129. In 1920 vernummerd in NS D 4467 en later in E 4081, en in dienst als expresgoedwagen in sneltreinen. Later als goederentreinbagagewagen Dg 4478. Na de oorlog vernummerd in NS 157 210, als wagen voor opslag van stophout bij een ongevallenkraan. Door de MBS ontdekt in Hengelo en in 1973 gekocht. Door de MBS in gebruik als personeelsverblijf tot 1991. Sinds 1996 in dienst als bagagewagen NS E 4081. |            |
| Bagagewagen 58 (D58)          | NMBS 98789                                                                                                  | 1921 - Ateliers de Monceau-sur-Sambre A. Germain (B)                | Rijtuig type GCI. De bagagewagen is in 1974 bij MBS gekomen en maakt deel uit van een treinstam met de GCI-rijtuigen 46 t/m 49. Hij heeft in zijn eerste MBS-jaar slechts een enkele keer dienstgedaan in de trein. Vanaf 1975 gebruikt als schilderswerkplaats. Sinds 1991 in gebruik als opslag voor diverse materialen en staat sinds 2001 in het museumdepot Boekelo. Algehele restauratie van deze unieke wagen heeft nog geen hoge prioriteit, omdat er bij inzet van de Belgische coupérijtuigen nr. 46, 47 en 48 gebruik wordt gemaakt van de daarbij goed passende SS-Snelgoedwagen E129 (D57). |            |
| Goederenwagens                | |                                                                     | |            |
| Gesloten goederenwagen 60     | NS 6809 | 1957 - Werkspoor, Utrecht                                           | Type S-CHO |            |
| Gesloten goederenwagen 61 (x) | | 1957 - Werkspoor, Utrecht                                           | Voor sloop afgevoerd in 2017. |            |
| Gesloten goederenwagen 61     | NS 4496 | 1960 - Werkspoor, Utrecht                                           | NS 34161, NS 30 84 980 0 578-1. In 2017 overgenomen van de STAR (daar G 224). |            |
| Gesloten goederenwagen 62     | NS 32961 | 1950 - Werkspoor, Amsterdam                                         | Groentewagen type CHRP. |            |
| Gesloten goederenwagen 63 (x) | | 1956 - Wagonfabriek Lindner, Ammendorf (D)                          | Voor sloop afgevoerd in 2017. |            |
| Gesloten goederenwagen 64     | NS 34138 / NS 980 0 572                                                                                     | 1950 - Werkspoor, Amsterdam                                         | Groentewagen type CHRP. |            |
| Gesloten goederenwagen 65     | HSM 9725 / NS 280030                                                                                        | 1905 - Werkspoor, Amsterdam                                         | Type CH. A-status |            |
| Gesloten goederenwagen 66     | SS 11940 / NS 1524                                                                                          | 1892 - Werkspoor, Amsterdam                                         | Gebouwd als Staatsspoor 11940, later NS 1524. Maakte deel uit van de NS serie 1421-2301; type CHB. |            |
| Veewagen 67                   | MT 197 | 1905 - Usines Ragheno (B)                                           | Veewagen van 1905 tot 1948 in dienst geweest met nummer 197 bij Mechelen – Terneuzen. De nog jonge MBS ontdekte de 197 bij toeval in Terneuzen en kreeg hem geschonken van de NS. Was in 1971 het eerste MBS-voertuig dat Haaksbergen als depot kreeg. De wagen werd door de MBS vooral gebruikt als werkwagen en in het rijseizoen ingezet als fietsenwagen. Sinds 1997 buiten dienst en wacht op groot herstel. Deze wagen is een van de laatste overblijfselen van de voormalige Spoorweg Mechelen – Terneuzen. A-status. |            |
| Gesloten goederenwagen 68     | NS 7320 | 1957 - Werkspoor, Utrecht                                           | Type S-CHO |            |
| Veewagen 69                   | NS 5465 / NS 21 84 402 2 230-0                                                                              | 1955 - Werkspoor, Amsterdam                                         | Kippenwagen type S-CHR. In 2017 uitgeleend aan het Nederlands Pluimveemuseum. |            |
| Gesloten goederenwagen 70     | NS 24591 | 1929 - Werkspoor, Amsterdam                                         | Type CHRKS |            |
| Open goederenwagen 71         | SM 91 | 1948 - Werkspoor, Amsterdam                                         | Kolenwagen van de Staatsmijnen nr. 91. In gebruik bij MBS sinds 1973. Eerst als kolenopslag, later als magazijnwagen. |            |
| Pottenwagen 72                | NS 520704 / NS 40 84 722 5 545 0                                                                            | 1931 - Werkspoor, Amsterdam                                         | Voor de Koninklijke Nederlandse Zoutindustrie in Boekelo bouwde Werkspoor in 1931 vier pottenwagens. Deze wagens werden gebruikt voor het vervoer van zuren en logen naar de verschillende afnemers. De pottenwagens bleven tot in de jaren vijftig in gebruik. Daarna werden ze door de Wagenwerkplaats Amersfoort verbouwd tot ketelwagens. Bij de MBS kwam in 1988 ketelwagen 93. Deze pottenwagen werd nieuw geconstrueerd naar oude tekeningen op het originele onderstel. |            |
| Rongenwagen 74                | NS 87513 | 1930 - Werkspoor Amsterdam                                          | A-status |            |
| Open goederenwagen 77         | SM 317 | 1934 - Werkspoor, Amsterdam                                         | A-status. |            |
| Open goederenwagen 78         | NS 69533 | 1958 - Werkspoor, Utrecht                                           | |            |
| Open goederenwagen 80         | BE 510 | 1910 - Onbekend                                                     | Tweeassige zandwagen in 1910 geleverd aan de Bentheimer Kreisbahn met nummer 510. In de jaren vijftig ingericht met 3-puntsverlichting om dienst te doen op de Hafenbahn in Emlichheim. In 1972 door de MBS gekocht van de Bentheimer Eisenbahn. |            |
| Open goederenwagen 82         | NS 172 381                                                                                                  | 1912 - NS Centrale Werkplaats Amersfoort                            | Zandwagen type GZ. |            |
| Rongenwagen 83                | NS 84372 / NS 953 6 423 / NS 40 84 953 6 423-9                                                              | 1958 - Werkspoor, Utrecht                                           | Type S-LWO / Kbs / Ks |            |
| Rongenwagen 84                | NS 01 84 333 1 014-3 / NS 40 84 959 3 410-6                                                                 | 1967 - Werkspoor, Utrecht                                           | Type Kbs / Ks |            |
| Rongenwagen 85                | NS 21 84 336 0 070-5 / NS 40 84 959 3 408-0                                                                 | 1966 - Werkspoor, Utrecht                                           | Type Kbs / Ks |            |
| Open goederenwagen 86         | | 19… - Onbekend                                                      | |            |
| Open goederenwagen 87         | | 1934 - Onbekend                                                     | Rongenwagen type LWGK uit 1934, afkomstig van de Twentsche Kabelfabriek te Haaksbergen. |            |
| Open goederenwagen 88         | NS 070 5 722 P                                                                                              | Siegener Eisenbahnbedarf 1960 (?)                                   | |            |
| Ketelwagen 89                 | Pakhuismeesteren 7607 / NS 506 607P                                                                         | 1929 - Orenstein & Koppel (D)                                       | A-status |            |
| Zelflosser 90 (90A + 90B)     | NS 179 167 / 179 168                                                                                        | 1947 - Allan Rotterdam                                              | |            |
| Ketelwagen 91                 | NS 530 714P / NS 500513 / NS 070 8 563 P                                                                    | 1936 - Vereinigte Westdeutsche Waggonfabriken AG (Westwaggon) (D)   | |            |
| Ketelwagen 92                 | NS 520711                                                                                                   | 1931 - Onbekend                                                     | |            |
| Kuilwagen 94                  | NS 909 1 002 / NS 990 3 002-9                                                                               | 1966 - Friedrich Krupp Maschinenfabriken AG (D)                     | |            |
| Kuilwagen 95                  | NS 909 1 003 / NS 990 3 003-7                                                                               | 1966 - Friedrich Krupp Maschinenfabriken AG (D)                     | |            |
| Kraanwagen 96                 | NS 954 1006 7                                                                                               | 1957 - Werkspoor, Amsterdam                                         | |            |
| Andere 099                    | Meppen-Haselünner Eisenbahn (MHE) Motordraisine - Benzine                                                   | 19… - Onbekend                                                      | |            |
| Andere 100                    | Minima II - Benzine                                                                                         | 1986 - Deutsche Plasser Gleisbaumaschinen (D)                       | |            |
| Andere 101                    | Kraanlorrie - Spierkracht                                                                                   | 1924 - Rörink en van den Broek                                      | |            |
| Andere 102                    | Kraanlorrie - Spierkracht                                                                                   | 19… - Gebr. Figee, Haarlem                                          | |            |
| Andere 103                    | Wagonduwer - Benzine                                                                                        | 19… - ILO Rockwell GmbH (D)                                         | |            |
| Andere 104                    | Platte lorrie                                                                                               | 19… - WSM                                                           | |            |
| Andere 105                    | Platte lorrie                                                                                               | 19… - WSM                                                           | |            |
| Lorrie 106                    | Platte lorrie                                                                                               | 19… - WSM                                                           | |            |
| Andere 108                    | Teutoburger Wald-Eisenbahn (TWE), Delmenhorst Harpstedter Eisenbahn Freunde (DHEF) Pomplorrie - Spierkracht | 19… - Draisinenbau GmbH (D)                                         | |            |

## Rijtuig interieurs

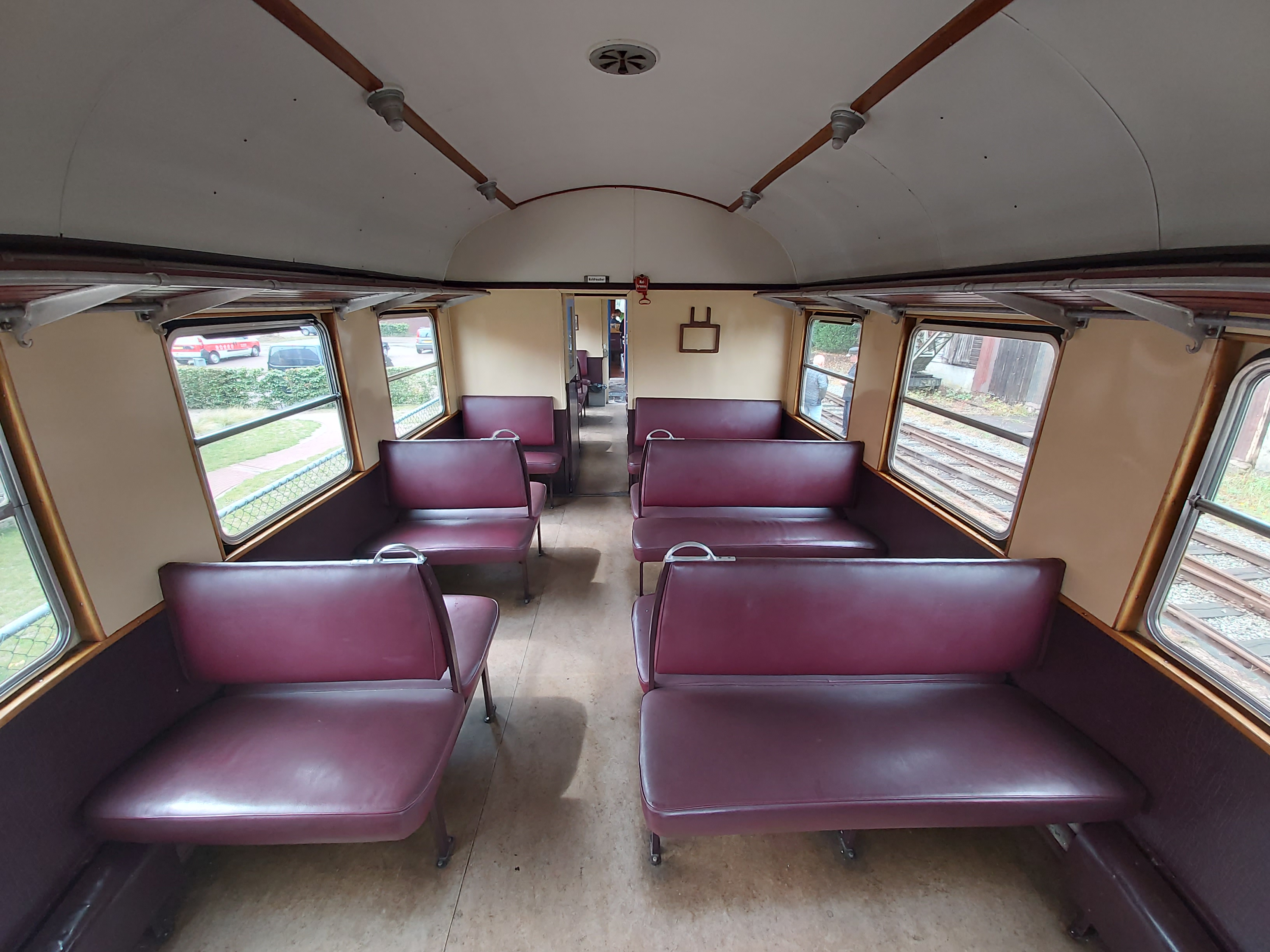
Interieur rijtuig B 41.
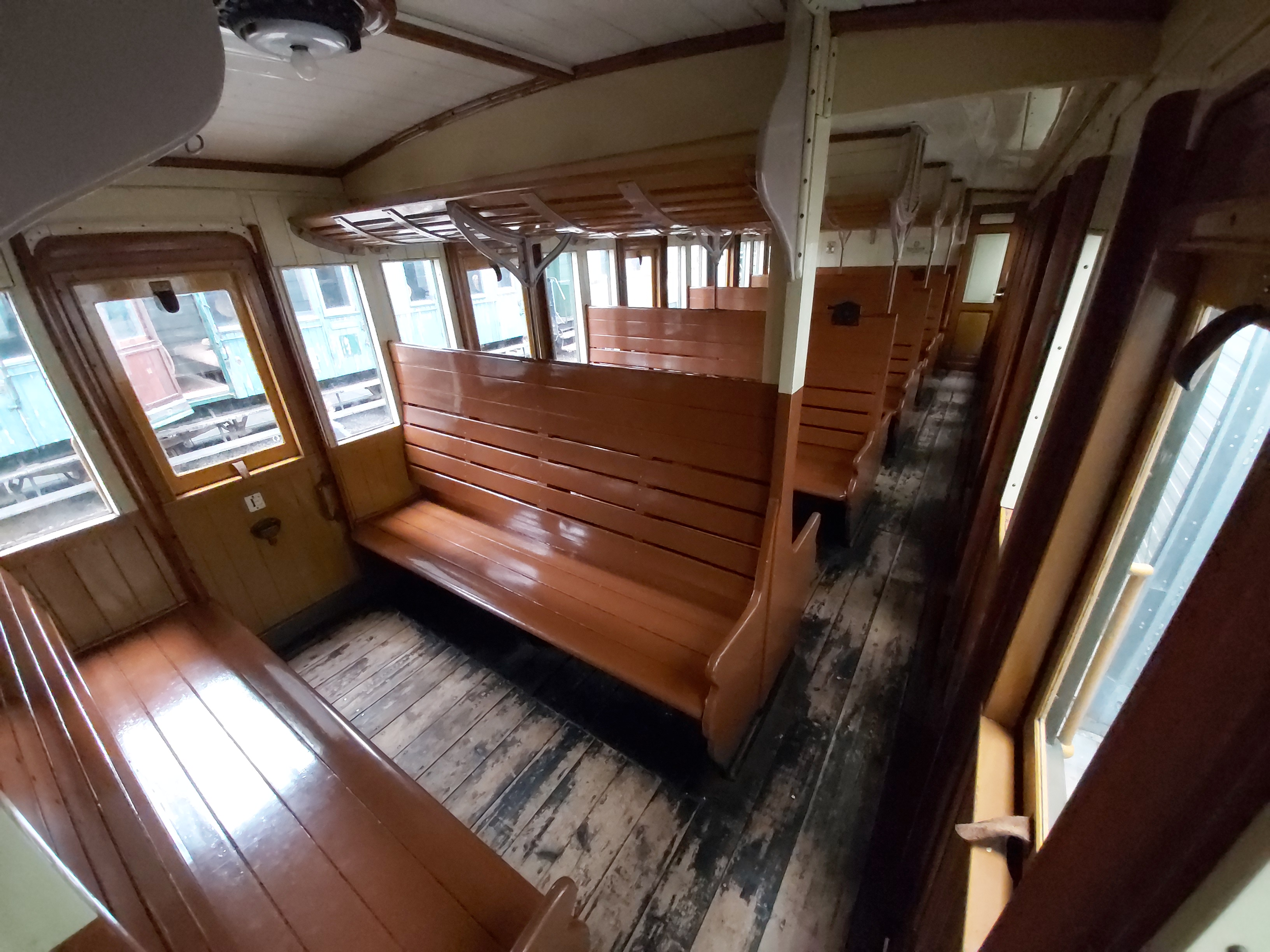
Interieur rijtuig C 46.
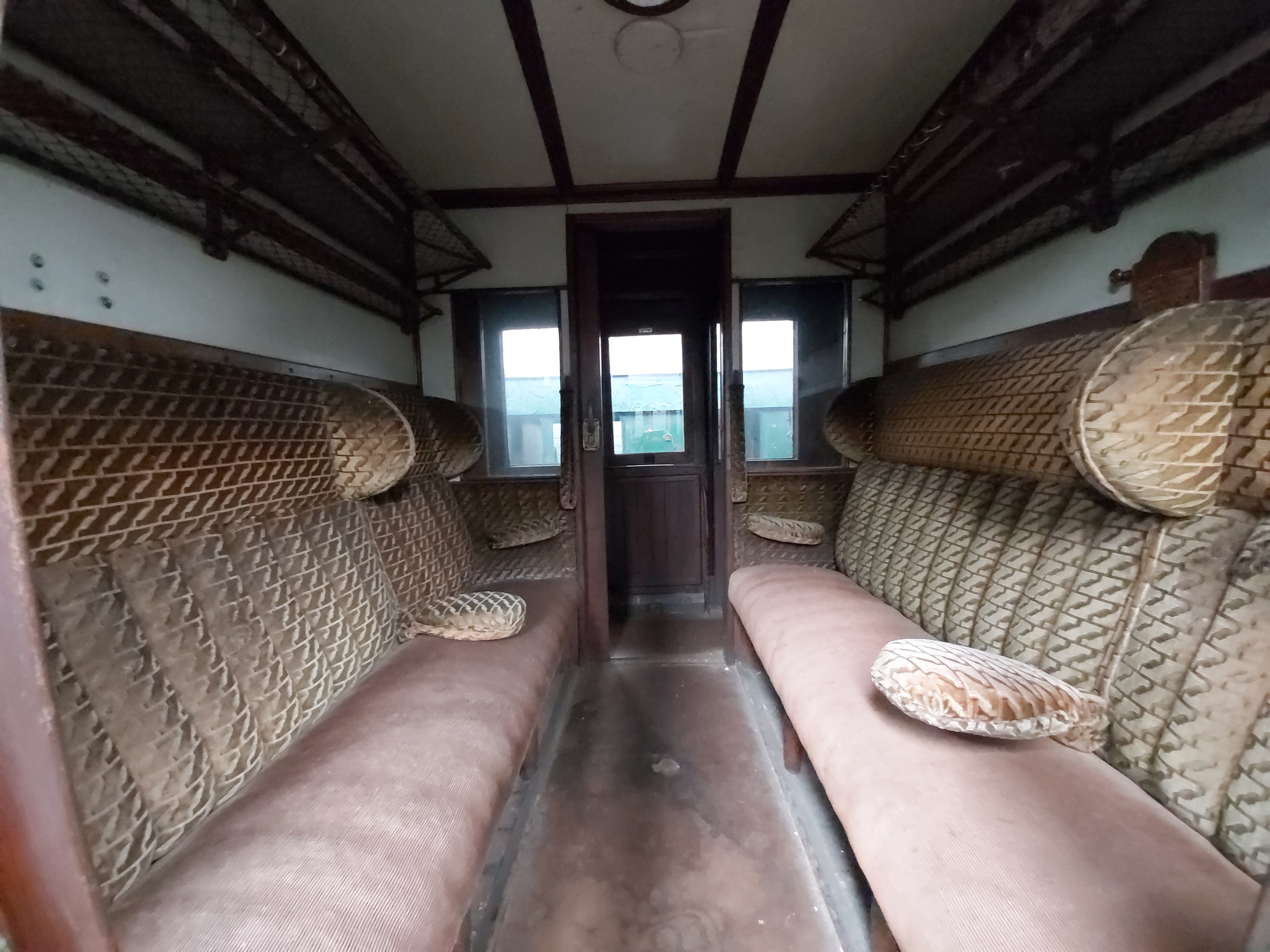
Interieur rijtuig AB 49.
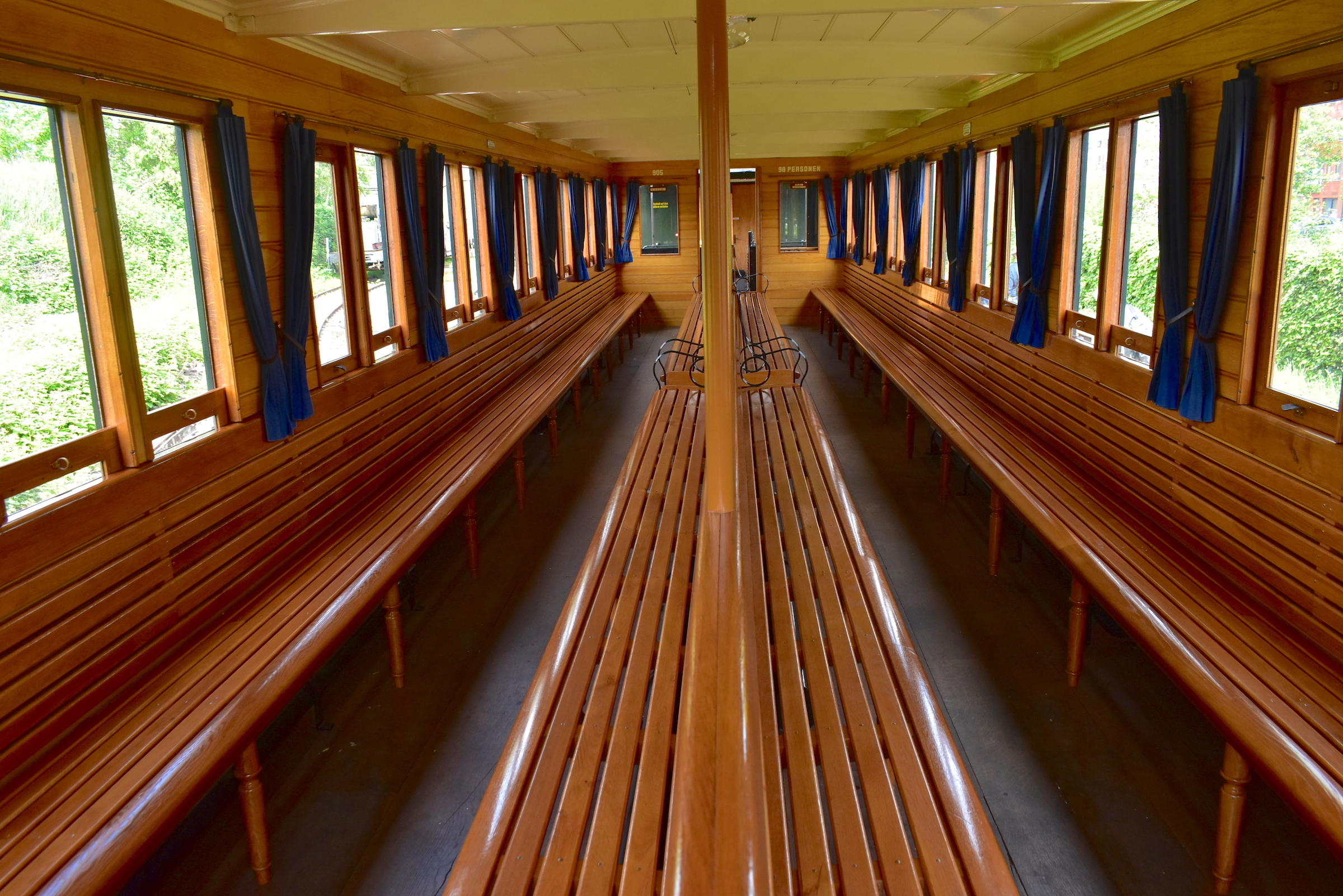
Interieur met langsbanken van rijtuig 45 (C45) = NS 405 (ex HSM C 905)